# HD 98292
HD 98292，又名CP-67 1703，SAO 251341、HR 4379，是一颗恒星，视星等为6.06，位于銀經294.21，銀緯-6.56，其B1900.0坐标为赤經11h 13m 14.2s，赤緯-67° -6.56′ 37″。